# グフイグナイテッド
グフイグナイテッド (GOUF IGNITED) は、「ガンダムシリーズ」のうちのコズミック・イラ (C.E.) 年代を描いた「ガンダムSEEDシリーズ」に登場する架空の兵器。初出作品は、テレビアニメの第2作として2004年 - 2005年に放送された『機動戦士ガンダムSEED DESTINY』。
「ガンダムシリーズ」の主要兵器である人型ロボット「モビルスーツ (MS) 」の1機種で、作中勢力のひとつである「プラント」の軍事組織「ザフト」の量産機。劇中では、単に「グフ」と呼ばれることが多い。同時期に開発されたザクウォーリアとの採用争いに一度敗れるも、高性能を評価されて制式採用された。鞭やビームソードを駆使した高い格闘性能と、背部のフライトユニットによる高機動性を兼ね備え、手足を交換することでさまざまな戦場に対応可能な汎用性を備えている。劇中では、ザフトエリートの「FAITH」（フェイス）であるハイネ・ヴェステンフルスが搭乗するオレンジ色の試作機や、青く塗装された量産型、イザーク・ジュール専用の白い機体が登場する。
「グフ」の名と外見は、宇宙世紀シリーズに登場するジオン公国軍の同名MSを参考にしており、メカニックデザインもオリジナルのグフを担当した大河原邦男が行っている。ただし、宇宙世紀版は重力下での単独飛行が不可能かつ、ビーム兵器をもたないなど劣っている面がある。「イグナイテッド」は、ハイネ役でもある西川貴教が歌う本作のオープニングテーマ曲「ignited -イグナイテッド-」が由来となっている。
当記事では、関連作品に登場する派生機についても解説する。

## 設定・デザイン
デザイナーの大河原邦男は雑誌記事において、もともとスレイヤーウィップはワイヤー式でデザインしていたが、監督の福田己津央の意向から『機動戦士ガンダム』に登場したグフのような太い鞭になったという。また、『機動戦士ガンダム THE ORIGIN』に登場したグフとの差別化に苦労したという。
さらに、福田がインタビューで語ったところによれば、西川貴教がハイネ・ヴェステンフルス役に決定した折に「何に乗りたいか」と尋ねたところ、彼から「グフがいい」という返答が返ってきたことにより、本機が生まれたという。また、制式量産機としての側面が強かったザクウォーリアと比べ、グフイグナイテッドを後々まで引っ張る予定は元々なかったため、『機動戦士ガンダムSEED DESTINY』におけるグフはファンサービスとしての意味合いを強くし、汎用性の低い機体設定となった旨を福田は語っている。

## 設定解説
ザフトのニューミレニアムシリーズに属する機体。背部に固定装備されたフライトユニットは主翼にもスラスターを持ち、速度こそ劣るものの大気圏内においてディンに匹敵する飛行能力を発揮する。また、武装は近接戦闘用の物を中心に装備している。
元々はザクウォーリアと同時期に開発され、ザフト軍の次期主力MS選定コンペティションにおいて制式量産機の座を争った機体であった。グフは両腕と両脚を容易に換装できる機体構造を有し、多種多様な機能・武装を搭載した四肢を状況に応じて付け替えることであらゆる状況・用途に対応するという、ザクウォーリアのウィザードシステムとは異なる案の換装システムを提案した。この方式はウィザードシステム以上に戦況・戦場の変化にきめ細かく対応できるとして優位性をアピールしたが、コストと整備現場の負担増を招くという指摘から却下され、ザクウォーリアが次期制式量産機に決まった。しかし機体性能そのものはザクウォーリアを凌ぐ完成度の高さであり、それを惜しんだ上層部の根強い力添えで少数ながらロールアウトされることとなり、まず試作機としてハイネ・ヴェステンフルスをはじめとする特務隊「FAITH」や「ザフトレッド」といった最上級のエースパイロットに優先的に配備された。この際には「ZGMF-X2000」の型式番号を付与され、パイロットに合わせて独自のカスタマイズが施された。
その後、戦況の予想外の拡大・長期化により、開戦当初保有していた機体数が想定以上に減少し、加えてザク系統の生産体制が限界に達していたこと、主戦場が地球に移行していたこともあり、大気圏内外での空戦能力を持つ本機が急遽量産機として試作機と同仕様で生産されることとなった。この際、試作機扱い故の「X」が外され、「ZGMF-2000」として制式化がなされている。格闘性能では伍する機体が少なく、ザムザザーやユークリッドのような陽電子リフレクター搭載機が増えた戦争末期においては有効なMSとなった。機体名の「グフ」は「Guardian Of Unity Forerunner」（統一の守護たる先駆者）の略。

### 武装
MMI-558 テンペスト ビームソード
プラントの火器の老舗「マイウス・ミリタリー・インダストリー」(MMI)社が刀剣の老舗「マティウス・アーセナリー」(MA)社の重斬刀に対抗して開発した装備で、ビーム剣シリーズの一つ。資料によって両刃の斬撃兵装でレーザー刃を発生させるとしたもの、ビーム刃を発生させるとしたものが存在する。「テンペスト」とは英語で「暴風雨」の意味。
小型の対艦刀とも呼べる装備であり、媒体によってはレーザー刃を発生させずに実体剣として使用したものも存在する。使用時には伸長し、非使用時はシールド内に収納される。
MA-M757 スレイヤーウィップ
両前腕部に収納されている格闘戦用の鞭。超弾性鋼製で柔軟性に富み、高周波パルス発生時は鞭全体が赤色に発光する。その効果はザムザザーの大型クロー「ヴァリシエフ」と同様とされる。また、電流での攻撃を行うとした資料も見られる。
打撃の他、敵機の一部や武器を絡め取ることが可能で、また高周波によって敵機を破砕し、電流によって内部メカを誘爆させる事も可能としている。
M181SE ドラウプニル 4連装ビームガン
両前腕に内蔵された4連装ビーム砲。「ドラウプニル」は北欧神話における最高神オーディンの腕輪の名前に由来する。
小型ゆえ射程は短いが、極めて速射性能に優れており、弾幕の形成に寄与する他、有効射程内ならば艦船への有効打にも成り得る。アニメ『機動戦士ガンダムSEED DESTINY』第23話作中等ではテンペストを保持したままこの装備を使用した場面も見られた。
対ビームシールド
対ビームコーティング仕様の専用シールド。表面に打突用の衝角を備え、MMI-558テンペストの鞘も兼ねる。
その他
アニメ『機動戦士ガンダムSEED DESTINY』第38話においてはジンのM68キャットゥス 500mm無反動を携行した機体が見られた。

### 劇中での活躍
地球連合軍から解放された都市ディオキアにおいて、ラクス・クラインに扮したミーア・キャンベルのライブ用にピンク色に塗装されたザクウォーリアを伴い、ハイネ搭乗機がディンと共に地上へ降下した。その後、ハイネ機はハイネとともにミネルバへ配属された。
ダーダネルス海峡での戦闘では地球連合軍のウィンダムやオーブ軍のムラサメを多数撃破し、ステラ・ルーシェのガイアに肉薄したが、キラのフリーダムが介入したことで戦闘を一度中断。標的をフリーダムに変えドラウプニルで応戦するが、高い機動力を活かしたフリーダムは全て回避、逆にドラウプニルのある右腕を破壊されてしまう。そしてフリーダムの攻撃によって怒りに満ちたステラがガイアのビームブレイドを展開し突撃、フリーダムに向かって接近していた本機が2機の間に入る形で背後からビームブレイドを受け、胴体を両断され爆散した。
アスランがメイリン・ホークと共にジブラルタル基地から脱走する際は、量産化され配備されたばかりの本機を奪取し基地からの逃走を図るも、追撃のため発進したシン・アスカのデスティニーとレイ・ザ・バレルのレジェンドに追いつかれ交戦、2機の挟撃に遭いながらも必死の応戦を試みた。しかしアスランの技量をもってしても量産型の本機と最新鋭の特別機2機との性能差は埋められず、アスランの説得とレイの言葉との間で板挟みになったシンが正気を失ってSEEDを発動、スレイヤーウィップで反撃するも回避され、逆にデスティニーの掌部ビーム砲パルマ・フィオキーナで破壊されてしまう。続けてシールドごと左腕を真っ二つにされたのち、右腕も斬り落とされ、最後はアロンダイトによる一撃で胴体左を貫かれ、機体は海に落下すると共に爆発した。
その後、ヘブンズベース攻防戦、地球軌道上でのエターナル襲撃戦、オーブ侵攻戦、ダイダロス・レクイエム攻防戦、メサイア攻防戦に次々と投入されるが、オーブ軍・クライン派や地球連合軍のMSには撃墜描写もあれどエース機にはことごとく破壊され、エース機相手にも一定の活躍があったハイネ機とは違い一般パイロット搭乗機は終止「やられ役」として描写された。
ジュール隊指揮官を務めるイザークもスラッシュザクファントムからホワイトを基調とした塗装をまとった本機に乗り換え、隊員のディアッカ・エルスマンが搭乗するブレイズザクファントムとともにレクイエム攻防戦で多大な戦果をあげた。なお、オーブ侵攻戦では赤色のライン、『FINAL PHASE 最後の力』『FINAL PLUS 選ばれた未来』などのエンディングには、金色のラインの装飾を施されたグフが見られた。

### 専用機
ハイネ・ヴェステンフルス機
パーソナルカラーはオレンジ。制式化前の試作機の一つ。
イザーク・ジュール機
パーソナルカラーは白。量産機。
ルドルフ・ヴィトゲンシュタイン機
『FRAME ASTRAYS』に登場。量産機。パーソナルカラーはゴールド。このカラーリングは純金を使用したもので、塗装費用はルドルフ個人が出している。戦闘で右腕と頭部を破壊されて以降はデフォルトカラーのパーツが修理移植されたため、彼はちぐはぐの色になった愛機を見るたびに不満をもらした。
エルザ・ヴァイス機
『DESTINY ASTRAY B』に登場。パーソナルカラーは真紅と紫。頭部のブレードアンテナと両肩のスパイクが延長され、より威圧的な外観となっている。
本機の型式番号は『電撃ホビーマガジン』2013年7月号66-68頁の模型作例記事では「ZGMF-2000」となっているが、公式HPの小説ロングバージョンでは「ZGMF-X2000」とされている。

## グフクラッシャー
模型雑誌『月刊ホビージャパン』の連載企画である『機動戦士ガンダムSEED DESTINY MSV』において登場した。
メカニックデザインは大河原邦男が担当。設定された装備類のアイデアはハンマー部に設定担当の森田繁、万力にはホビージャパン編集部のものが汲み取られている。また、当初のイメージソースはアニメ作品『蒼き流星SPTレイズナー』に登場する「ガッシュラン」が元となっている。
設定解説
対MS近接格闘・制圧戦に特化させた試作機。特に敵機を激しく爆発させてはならない基地施設などの閉鎖空間におけるCQBで最大限の力を発揮する。次期主力機コンペに出品中だったX2000グフのバリエーション機として、提案した四肢換装による汎用性の高さを誇示するために造られた。一切の火器を持たない装備構成となっており、左腕はインパクトバイス展開用の駆動関節を備えさせた非武装マニピュレーターに、右腕は破砕球使用時の負荷をカバーする大型の出力向上タイプに換装されている。
ザフトの訓練用宇宙ステーション13-B02号内コンペティションで公開された際、真紅のグフクラッシャーを駆るFAITHのアンリ・ユージェニーにより、ジンやシグーを相手にした模擬近接戦闘が行われ、良好な評価を得たと記録されている。制式採用は見送られたが、この機体は準即応状態の整備体制で、ザフト第5デポーに保管されることになった。また、のちにアンリは本機に搭乗してオペレーション・ラグナロクに参加し、その性能を遺憾なく発揮した。

### 武装（クラッシャー）
インパクトバイス
専用左腕の肘付近に装備された万力状の大型特殊装備。敵MSの機体を拘束して圧壊するためのもので、炸薬カートリッジの爆発力を利用して瞬間的に最大300万Gの圧搾力を発揮し、一気に敵機の構造部材を圧壊する。一般的な装甲材であれば一撃、PS装甲材でもフルオート点火モードで20〜30発の連撃により、粉砕が可能である。炸薬カートリッジは点火と同時に排莢される使い捨てタイプであり、使用時は肘関節が逆方向に曲げられ、万力を前腕部分に移動させて使用する。
破砕球
モーニングスターのようなトゲ突きの鉄球。普段はバックパック上部に装備されており、使用時はスレイヤーウィップ先端に増設したプラグと連結させ、投げ飛ばしたり回転させたりして活用する。鉄球にはスラスターが搭載されており、投擲後の軌道コントロールはもとより宇宙空間でも使用が可能である。激突時の強力なGは機体が破壊されずとも内部のパイロットを肉塊レベルにまで粉砕できる衝撃をもたらす。

### グフクラッシャー改
小説作品『機動戦士ガンダムSEED DESTINY ASTRAY B』に登場。エルザ・ヴァイスが登場するカスタム機。足裏に5輪式のローラーを備えた専用脚部に換装し走行が可能となっている。右足には左腕と同機能のインパクトバイス、左膝には刺突用の大型ランスを装備する。換装作業は「一族」の施設で行われたが、この装備がザフトの正規品なのか、「一族」の独自開発なのかは不明。

## グフギャラクティカ
『月刊ホビージャパン』の模型連動・フォトストーリー企画『機動戦士ガンダムSEED DESTINY ASTRAY R』に登場。同紙のモデラーである鈴木政貴が製作し、『月刊ホビージャパン』2013年12月号に掲載された作例に設定を付加させたものであり、作品中のジオラマにおけるスチル写真もその作例が用いられている。
設定解説
ユーラシア連邦領内の某村に雇われた傭兵、通称「ナイト様」が搭乗するカスタム機。パイロットの趣味に合わせた中世の甲冑騎士風の形状が特徴。ブラウカラミティと交戦し、破壊された。

### 武装（ギャラクティカ）
ストーリー文中ではカレトヴルッフの装備が確認できる。作例ではシールドにカレトヴルッフを装着し、シールドスパイクやランスへの可変が可能なほか、手持ち式の実体剣も製作されている。また、背部にはビームマントも装備する。